# Rubén Sarabia Sánchez
Rubén Sarabia Sánchez (Puebla, 22 de agosto de 1956), también conocido como Simitrio Tzompazquelitl Citla, o simplemente Simitrio, es un activista político mexicano, líder de la Unión Popular de Vendedores Ambulantes 28 de octubre (UPVA 28 de octubre). Ha sido objeto de detenciones arbitrarias, desaparición forzada, tortura y encarcelamiento.

## Biografía
Rubén Sarabia se integró a la UPVA 28 de octubre en 1973, cuando era estudiante. Como parte de la organización, Sarabia se oponía frecuentemente al gobierno en defensa de los intereses de los comerciantes; por ejemplo, en 1986 estableció un acuerdo con el gobierno de Puebla para que la entrada de las grandes empresas no afectaran a los pequeños y medianos comerciantes.

### Primer encarcelamiento
Esta labor lo llevó a confrontarse con los intereses del gobernador Mariano Piña Olaya. El 4 de julio de 1989, fue detenido en Ciudad de México por 30 policías sin orden judicial, acusado por el gobierno por posesión de armas, narcotráfico y asociación delictuosa.

Me detienen en el Distrito Federal, sin orden de aprehensión un grupo bastante fuerte de policías judiciales, fuertemente armados habían bloqueado la circulación al menos cuatro calles a la redonda del lugar donde estaba, tan pronto me detienen a la altura de Chapultepec me traen inmediatamente para Puebla y me tienen en una zona de separos dentro del subterráneo o la planta baja de la Procuraduría General de Justicia, me tuvieron desde las 14:30 hasta las 21 horas todo el tiempo hubo agentes judiciales parados frente a mi esposado y vendado, cortando cartucho, tenían un rifle se oía como se caían, nunca dicen nada pero era una forma de presión.
Ruben Sarabia en entrevista, 19 de diciembre de 2014

Al ser enviado a Puebla, Sarabia fue objeto de torturas físicas y psicológicas, mientras se le mantenía con los ojos vendados. El 7 de julio fue llevado al penal de San Miguel, en Puebla, donde se enteró de que había sido acusado de seis delitos. Simitrio estuvo recluido en una celda en dicha cárcel hasta el 10 de diciembre de 1993. En marzo de 1991, la Comisión Nacional de Derechos Humanos emitió una recomendación al gobernador Piña Olaya, calificando las condiciones carcelarias de Sarabia como «una especie de tortura».
Posteriormente, Sarabia fue trasladado al Reclusorio Metropolitano del Estado de Jalisco (conocido como Puente Grande, por la población donde está situado), en el que cual pasó cuatro años encerrado. En dicho lugar, le fue prohibido silbar o cantar, así como consultar libros, revistas o periódicos.
El 29 de octubre de 1997 fue enviado al CEFERESO no. 1 (conocido como penal de Almoloya o el Altiplano), donde permaneció hasta 2001. El 11 de abril de 2001, tras un acuerdo con el gobernador Melquiades Morales Flores, se le otorgó la libertad condicional a Simitrio, con la condición de que firmara dos veces por semana en el penal de Neza-Bordo, durante un periodo de 13 años y nueve meses. Sarabia también debía radicar en Ciudad de México, y no podía ausentarse sin autorización previa, limitando su movilidad hacia Puebla.
Durante su encarcelamiento, la UPVA 28 de octubre pasó de 10 mil a 3 mil afiliados, además de perder cerca de cinco mil espacios de venta. De acuerdo a Sarabia, la creación de plazas y centros comerciales en Puebla proliferó entre 1989 y 1995, ya que el gobierno aprovechó la situación.

### Liberación y segundo encarcelamiento
El 16 de febrero de 2011, Simitrio reapareció públicamente en la toma de protesta del alcalde Eduardo Rivera Pérez. En octubre del mismo año, Sarabia volvió a la vida pública como líder de la UPVA 28 de octubre, encabezando una marcha conmemorativa a los 38 de la organización.

En ninguna de las condiciones se me prohíbe participar con declaraciones en la justa lucha por los derechos y libertades del pueblo, además el propio gobernador del estado declaró en su toma de posesión y en otros discursos que él respeta los derechos humanos
Ruben Sarabia, 28 de octubre de 2011

El 19 de diciembre de 2014, Sarabia fue arrestado nuevamente tras reunirse con el secretario de Gobernación municipal, Guillermo Aréchiga. Simitrio había declarado que, en febrero de 2014, el secretario de Gobierno de Puebla, Luis Maldonado Venegas, había acusado que 80 por ciento de las drogas que se comercializan en la ciudad provienen del Mercado Hidalgo (parte de la UPVA 28 de octubre). Maldonado le había advertido a Sarabia que existían averiguaciones previas sobre sus hijos por narcotráfico y que le exigía a su organización «subordinación total». La detención fue condenada por diversas organizaciones en defensa de los derechos humanos en México.
En septiembre de 2015, la UPVA 28 de octubre anunció que la salud de Sarabia se encontrada en estado grave, razón por la que fue trasladado a prisión domiciliaria en marzo de 2017.
En noviembre de 2017, un juez absolvió a Sarabia Sánchez del proceso penal, con lo que el activista quedó en libertad.

## Reconocimientos
En octubre de 2017, Rubén Sarabia fue galardonado con el Premio Nacional Carlos Montemayor, que se otorga a «la rebeldía de quienes luchan por la dignidad, la justicia y la libertad». El premio fue recogido por su esposa, Rita Amador, debido a que Simitrio se encontraba en prisión domiciliaria.